# Tatarstan Airlines
Tatarstan Airlines (russisk: Авиакомпания Татарстан, tatarisk: Татарстан Һава Юллары, Tatarstan Hawa Yulları) var et flyselskab baseret i Kazan International Airport i Kazan i den russiske delrepublik Tatarstan. Flyselskabet blev grundlagt i 1992, og var en det regionale luftfartsselskab i Republikken Tatarstan, indtil selskabet ophørte i 2013.
Selskabet lukkede, da de russiske myndigheder inddrog selskabets licens som følge af omstændighederne ved en flyulykke, der indtrådte for Tatarstan Airlines Flight 363 i november 2013.

## Historie
Luftfartsselskabet blev grundlagt i 1992 i forbindelse med opsplitningen af Aeroflot. Selskabet har i dag flyvninger på 15 forskellige destinationer i Rusland, Europa og Asien, herunder til de russiske byer Moskva, Skt. Petersborg og Makhatjkala) samt internationale destinationer: Baku, Dushanbe, Yerevan, Tashkent, Khujand, Istanbul, Prag og Tel Aviv.
Tatarstan Airlines er også operatør på charterflyvninger over hele Rusland og Bulgarien, Egypten, Grækenland og Tyrkiet. Det samlede antal destinationer nåede 40 ruter i 2010–2011. Antallet af passagerer i 2009 var 577.000; i 2010 var passagererantallet 603.000 og det estimerede antal var i 2011 824.000.
I 2012 blev det annonceret, at Tatarstan Airlines sammen med Turkish Airlines ville gøre Kazan lufthavn til en føderal hub. 
I 2013 styrtede et fly fra Tatarstan Airlines ned under landing ved Kazan lufthavn i 2009. Af den efterfølgende haverirapport fremgik, at ulykken skyldes dårligt trænet besætning, hvorfor Tatarstan Airlines licens blev inddraget pr. 31. december 2013. Flyselskabets fly overgik til Ak Bars Aero.

### Codeshare aftaler
Tatarstan Airlines havde aftaler om codeshare med følgende luftfartsselskaber (pr. november 2013):[kilde mangler]
- Ak Bars Aero
- Czech Airlines (SkyTeam)
- Turkish Airlines (Star Alliance)

## Flyflåde
Ved ophøret af flyselskabet havde det følgende flyflåde:

## Flyulykker og hændelser
Den 17. november 2013 kl. 19:20 (UTC+4), styrtede en Boeing 737-500 (VQ-BBN) på vej fra Moskva ned i Kazan International Airport under landingen. Samtlige ombordværende 50 personer (44 passagerer og 6 besætningsmedlemmer). Flystyrtet resulterede i en midlertidig lukning af lufthavnen og at de russiske myndigheder inddrog Tatarstan Airlines' licens.

## Eksterne links
- Wikimedia Commons har flere filer relateret til Tatarstan Airlines
- Officielt website (engelsk)